# Fernando Soledade
Fernando Soledade (n. 5 februarie 1869, Rio de Janeiro, Neutral Municipality⁠(d), Brazilia – d. 6 mai 1959, Rio de Janeiro, Districtul Federal⁠(d), Brazilia) a fost un trăgător de tir ce a reprezentat Brazilia, medaliat olimpic. A participat la o ediție a Jocurilor Olimpice (1920) în care a câștigat o medalie de bronz.